# Resö kyrka
Resö kyrka är en kyrka i Lurs församling i Göteborgs stift. Den ligger på Resö i Tanums kommun.

## Kyrkobyggnaden
Träkyrkan i nationalromantisk stil uppfördes 1914–1916 på frivillig initiativ efter ritningar av Albin och Carl Wilhelm Gustafsson från Borås.
Byggnaden har en rektangulär planform, med smalare rakt kor i öster och sakristia i norr. Fasaden är spånklädd och brunmålad med vita fönster och taklinje. På takets västra del ovanför huvudingången står en kopparklädd takryttare. Kyrkorummet har ett tredingstak där väggarna och taket är klädda med liggande panel. Koret har vävklädda väggar och täcks av ett tunnvalv. I koret ovanför altaret finns ett rundfönster där en glasmålning sattes in 1973. Mellan koret och övriga kyrkorummet finns en korbåge med målat textband.
Vid en restaurering 1998–2000 återskapades i stora drag den målning i blågrönt och brunt som kyrkan hade vid invigningen och som under 1950-talet hade vitmålats. 

## Inventarier
- Altartavlan är utförd 1936 av Carl Otto Svensson och försedd med texten: "Jesu Christi Guds Sons blod renar oss från alla synder".
- Predikstolen med femsidig korg är samtida med kyrkan och målad 1959 av Folke Persson.
- Dopfunten av ljusgrå granit i två delar är tillverkad 1915. Funten är sjukantig med skulpterat skaft.
- Nattvardskärl av silver.
- Tre ljuskronor i malm.
- Ett votivskepp anskaffades 1957.
- Kyrkklockan är daterad 1576 och härstammar från Lurs gamla kyrka och har en inskrift på tyska: "De Frucht des Herren is der Wisheit Anfang".